# OGC Nice Côte d'Azur Handball
OGC Nice Côte d'Azur Handball eller Nice Handball er en fransk håndboldklub, hjemmehørende i Nice, Frankrig. Holdet fik debut i den franske liga, Championnat de France de Handball, i 2012.

## Resultater
- LFH Division 1 Féminine:
  - Sølv (1): 2019
- Coupe de la Ligue:
  - Finalist (1): 2016

## Spillertruppen 2022-23
| Målvogtere - 16 Jovana Micevska - 99 Marija Čolić Fløjspillere LW - 02 Mathilde Kérinec - 05 Dienaba Sy - 020 Mathita Diawara RW - 17 Marie Prouvensier - 70 Margaux Le Blevec Stregspillere - 10 Camille Denojean - 15 Anne-Emmanuelle Augustine - 31 Marie Fall | Bagspillere LB - 13 Djazz Chambertin - 49 Aimée von Pereira - 66 Wendy Semedo CB - 33 Martina Školková - 86 Ehsan Abdelmalek RB - 19 Adriana Holejova - 44 Laurène Dembele |